# Сибирская монета

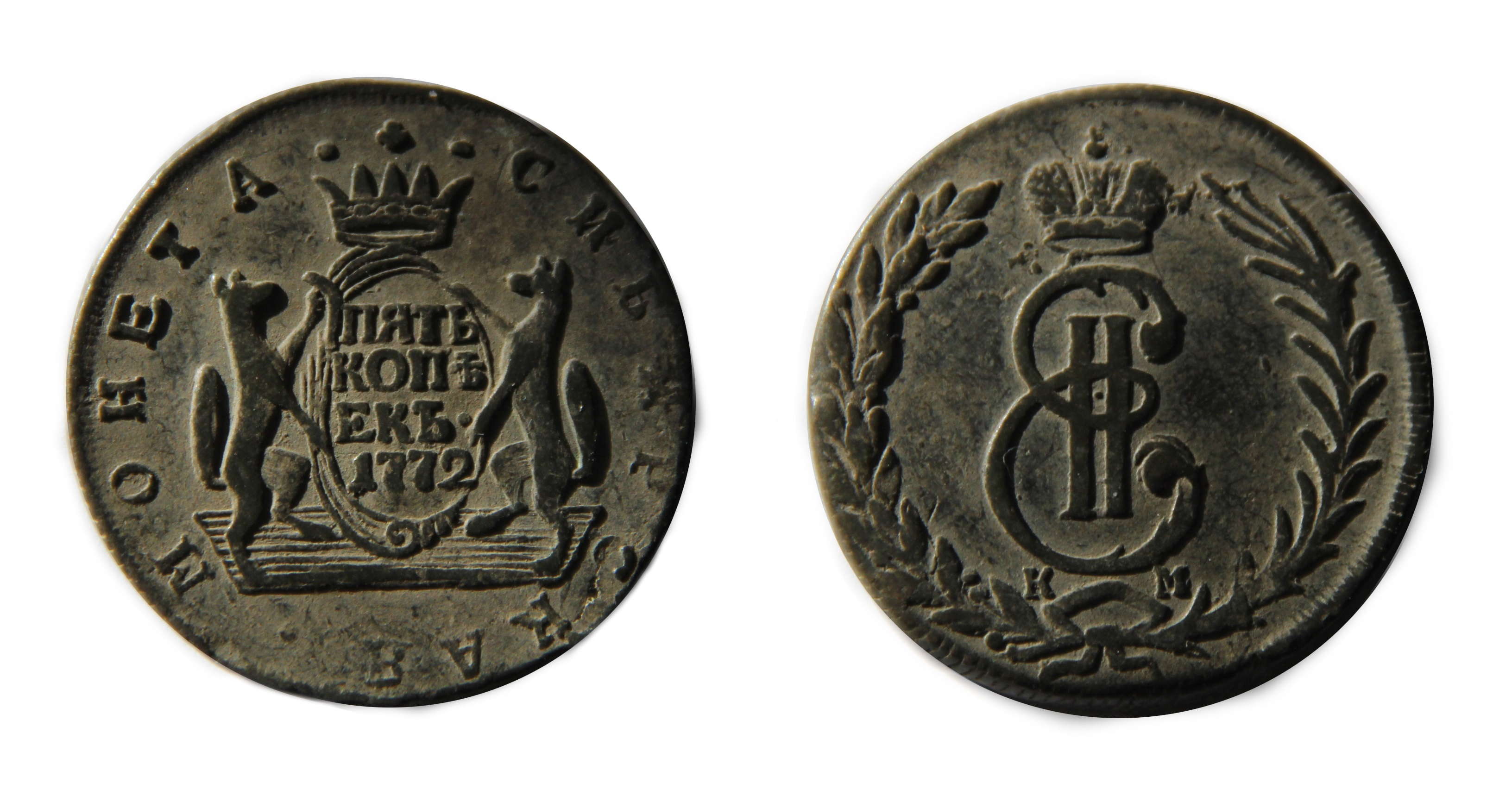
Сибирская монета номиналом 5 копеек выпуска 1772 года.

Сибирская монета — медная монета, чеканившаяся с 5 декабря 1763 года по 7 июня 1781 года исключительно для обращения в Сибири. Монеты выпускались номиналами в полушку, деньгу, копейку, 2 копейки, 5 копеек и 10 копеек.
Монеты выпускал Сузунский монетный двор из колыванской меди.

## История
5 декабря 1763 года императрицей Екатериной II был издан указ о хождении новой медной монеты, хождение которой ограничивалось лишь территорией Сибирской губернии. (В 1764 году из Сибирской губернии была выделена Иркутская губерния, в 1782-83 годах Сибирь была разделена на три наместничества — Тобольское, Колыванское и Иркутское, просуществовавшие до 1796 года). К указу прилагалось изображение новых монет. Монеты десяти-, пяти- и двухкопеечного номинала снабжались по гурту надписью «колыванская медь».
Сибирская медная монета чеканилась на Сузунском монетном дворе с 1766 года и имела хождение от Тары на западе до Камчатки на востоке и не признавалась в Европейской части России. Вырабатывая ежегодно монеты на 250—300 тыс.р., Сузунский монетный двор не только быстро насытил рынок Сибири и Дальнего Востока, но и вызвал ряд трудностей в денежном обращении. Поскольку государственные казначейства принимали от крестьян уплату налогов и повинностей серебром, то крестьяне, в свою очередь, свои товары продавали также только за серебро. Приезжавшие в Сибирь купцы также отказывались от приёма сибирской монеты. В результате этого курс сибирской монеты упал, а доходы императорского кабинета сократились. Кабинет нашёл выход из положения в том, что с 1781 года Сузунский монетный двор получил право чеканки общероссийской монеты.
Вследствие усовершенствования технологии выплавки серебра, суммарное содержание в колыванской меди драгоценных металлов снизилось в среднем до 0,59 % к 1768 году (для сохранения стоимости серебро приходилось уже добавлять) и до 0,39 % к 1778 году. Заводская канцелярия предложила чеканить монету по 20-рублевой стопе, однако в конце концов было решено прекратить чеканку особой сибирской монеты.
7 июня 1781 года был издан указ о прекращении чеканки сибирской медной монеты и переходе на общегосударственные штемпели и 16-ти рублевую стопу «без всякого зачета малых частиц золота и серебра, в той меди содержащихся». Отчеканенная прежде сибирская монета оставалась в хождении на территории Сибири и Дальнего Востока до 30 июля 1802 года, когда был издан указ «О свободном обращении монеты сибирского чекана во всех губерниях». После этого более 20 лет «Сибирские монеты» участвовали в денежном обращении страны наравне с общегосударственными, с 1824 года началось их постепенное изъятие, а с 1840-х годов, после денежной реформы Е. Ф. Канкрина, в платежи уже не принимались.
Первая партия сибирских монет была выпущена в 1766 году и составила 23 277 рублей 52 ½ копейки. Всего сибирской монеты было выпущено на 3 656 310 рублей, в некоторых источниках указывается цифра 3 799 661 рублей.

## Описание монеты из Словаря Брокгауза и Ефрона

Изображения «монет сибирских» из Полного собрания законов Российской империи

Сибирская монета имеет на лицевой стороне вензель императрицы Екатерины II в лавровом венке под короной, а на оборотной — обозначение цены монеты и дату, написанную на картуше, поддерживаемом двумя соболями. Вверху круговая надпись: «МОНЕТА СИБИРСКАЯ». В 1763 и 1764 были изготовлены штемпеля для некоторых сортов сибирской монеты; существующие её экземпляры с этими датами суть «новоделы». Выпуск сибирских монет продолжался с 1766 по 1781, в этом последнем году были выбиты только 10-копеечники.